# جهنمية سويقية
الجهنمية السويقية (الاسم العلمي:Bougainvillea stipitata) هي نوع من النباتات يتبع جنس الجهنمية من الفصيلة الشبية.